# Allongeperücke

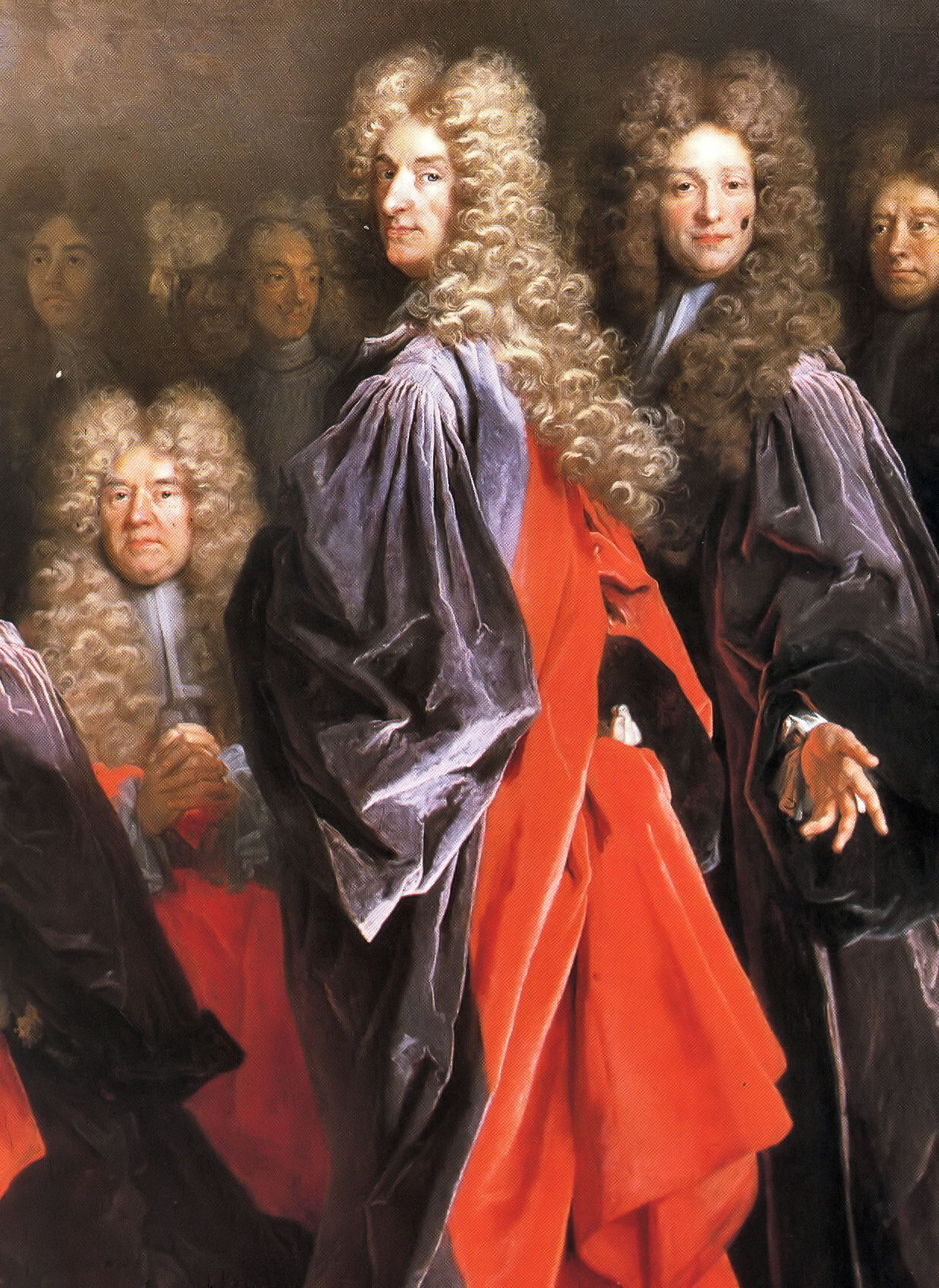
Allongeperücken, 1696. Nicolas de Largillière,
Ex-voto à Sainte-Geneviève

Eine Allongeperücke ([aˈlɔ̃ːʒ-]) ist eine langlockige und große Perücke für Herren aus der Zeit um ca. 1665 bis 1715.

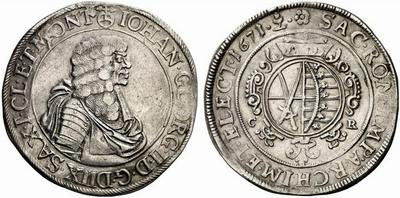
Herrscher mit Allongeperücke auf einem Wechseltaler der Münzstätte Dresden von 1671, eine typische Darstellung im Münzbild der Barockzeit

## Etymologie
Allonge steht in der Französischen Sprache für „Verlängerung“ oder „Anhängsel“.

## Aussehen
Eine Allongeperücke geht über die Schulter bis etwa zur Brust. Vom Mittelscheitel aus fallen auf beiden Seiten die Locken herunter. Als Material wurde – je nach Qualität und Preis – Menschen- oder Tierhaar verwendet. Alle natürlich vorkommenden Haarfarben waren vertreten sowie weiß oder grau gepudert. Unter der Perücke war das Haar oft kurzgeschnitten oder geschoren.

## Geschichte
Die erste Erwähnung von Perücken gab es unter Ludwig XIII. von Frankreich um das Jahr 1630. Da am Hof langes Haar als Zeichen der Würde galt, der Herrscher jedoch bereits im jungen Alter sein natürliches Haar nahezu komplett verlor, ließ er sich einen künstlichen Ersatz fertigen. Sein Nachfolger Ludwig XIV. entwickelte wahrscheinlich die eigentliche Form der allonge und ernannte die Allongeperücke 1673 zur Staatsperücke, wonach sie in ganz Europa Verbreitung fand.
Auf holländischen Porträts sind die ersten Perücken um 1656 nachweisbar, Samuel Pepys beschrieb in seinem Tagebuch, wie sie am englischen Hof im November 1663 schlagartig modern wurden.
Im Verlauf der nachfolgenden Jahre und Jahrzehnte wurde die klassisch dunkelfarbige Perücke bis zum Beginn des Rokoko immer heller und farbiger. In ihrer letzten Form war die Allongeperücke schon gänzlich weiß (z. B. bei Voltaire). In der Kleidermode des Rokoko kam etwa ab 1730 die Allongeperücke außer bei Amtstrachten völlig außer Gebrauch. Nur noch Richter, Universitätsrektoren sowie der Hochadel trugen sie noch mehrere Jahrzehnte.
Schon nach 1700 kamen dagegen die (mit Mehl) weiß gepuderten Perücken mit dann meist waagerecht angeordneten Locken auf, wie sie dann im Rokoko der europäische Adel trug, so auch Ludwig XV. und sein Nachfolger Ludwig XVI.
Hingegen gehört im Vereinigten Königreich und in Australien die Allongeperücke noch immer zum Ornat des Richters.